# The Crooked Road
The Crooked Road er en amerikansk stumfilm fra 1911 af D. W. Griffith.

## Medvirkende
- Dell Henderson
- Stephanie Longfellow
- Kate Bruce
- William J. Butler
- Edward Dillon